# Sigula
Sigula is een plaats in de Estlandse gemeente Kuusalu, provincie Harjumaa. De plaats heeft de status van dorp (Estisch: küla).

## Bevolking
Het dorp had 46 inwoners op 31 december 2011 en 66 inwoners op 31 december 2021.